# Uusvada
Uusvada – wieś w Estonii, w prowincji Võru, w gminie Meremäe.